# 方天寶
方天寶（?—?），福建云霄人，清朝政治人物。同進士出身。
乾隆十年（1745年），登乙丑科進士，官至河源府知府。